# Marcellite Garner
Marcellite Garner (* 3. Juli 1910 in Redlands, Kalifornien; † 26. Juli 1993 im Nevada County, Kalifornien) war eine US-amerikanische Synchronsprecherin. In den Jahren 1928 bis 1939 war sie die Stimme von Minnie Maus, der ewigen Verlobten von Micky Maus, der zu dieser Zeit von Walt Disney persönlich synchronisiert wurde.

## Leben und Karriere
Die im Jahr 1910 in Redlands im US-Bundesstaat Kalifornien geborene Garner gab ihr Debüt als Minnie Maus im Alter von 18 Jahren im Jahr 1928, als sie in Bruchlandung (Plane Crazy), dem ersten Micky-Maus-Cartoon, mitwirkte und dort an der Seite von Walt Disney zum Einsatz kam. Zusammen mit ihm sollte sie bis 1939 noch in einer Vielzahl weiterer Cartoons zum Einsatz kommen. Bis zu ebendiesem Jahr brachte es Garner, die nach ihrer Heirat unter dem Namen Marcellite Lincoln bekannt war, auf insgesamt 55 Cartoonproduktionen, in denen sie mitgewirkt hat. Zu ihren meisten Produktionen kam sie bis 1934, danach nahmen die Engagements von Garner ab. Ein Mitgrund war dabei unter anderem auch, dass ab 1935 die Micky-Maus-Cartoons großteils in Farbe produziert wurden, was wiederum einen größeren Zeitraum der Produktion in Anspruch nahm.
Im Jahr 1956 schlüpfte sie in einer Disneyland-Produktion, die einschließlich von 1954 bis 2008 existierte, erneut in ihre Rolle als Minnie Maus und lieh ihr dort zum letzten Mal ihre Stimme. Des Weiteren kam sie im Jahr 1982 in Disneys fantastisches Halloween-Fest zu einem weiteren Engagement als Synchronsprecherin. Am 26. Juli 1993 verstarb sie 83-jährig im Nevada County in Kalifornien.

## Filmografie
- 1928: Bruchlandung (Plane Crazy)
- 1928: Der galoppierende Goucho (The Gallopin’ Gaucho)
- 1929: Tanz in der Scheune (The Barn Dance)
- 1929: Auf dem Jahrmarkt (The Karnival Kid)
- 1929: Mickys lustige Zugfahrt (Mickey’s Choo-Choo)
- 1929: Mickey’s Follies
- 1929: Der fleißige Pflüger (The Plow Boy)
- 1929: Hohe Wellen (Wild Waves)
- 1930: Cactus Kid (The Cactus Kid)
- 1930: Feuerwehrhauptmann Micky (The Fire Fighters)
- 1930: The Shindig
- 1930: Der gefährliche Gorilla (The Gorilla Mystery)
- 1930: Picknick im Grünen (The Picnic)
- 1930: Pionier Micky (Pioneer Days)
- 1931: Mickys Geburtstagsparty (The Birthday Party)
- 1931: Mickys Transportservice (Traffic Troubles)
- 1931: Der Lieferservice (The Delivery Boy)
- 1931: Micky geht aus (Mickey Steps Out)
- 1931: Ein kleines Konzert (Blue Rhythm)
- 1931: Micky auf Sendung (The Barnyard Broadcast)
- 1931: Der Tag am Meer (The Beach Party)
- 1931: Micky mäht den Rasen (Mickey Cuts Up)
- 1931: Mickys Waisen (Mickey’s Orphans)
- 1932: The Grocery Boy
- 1932: Die verrückte Olympiade (Barnyard Olympics)
- 1932: Mickys Revue (Mickey’s Revue)
- 1932: Der musikalische Bauer (Musical Farmer)
- 1932: Micky in Arabien (Mickey in Arabia)
- 1932: Mickys Albtraum (Mickey’s Nightmare)
- 1932: Die Superparty (The Whoopee Party)
- 1932: Der freche Kanarienvogel (The Wayward Canary)
- 1932: Entscheidung im Schnee (The Klondike Kid)
- 1932: König Neptun (King Neptune)
- 1933: Micky, der Bauarbeiter (Building A Building)
- 1933: Pluto, der Retter (Mickey’s Pal Pluto)
- 1933: Mickey’s Mellerdrammer
- 1933: Prinzessin Minnie (Ye Olden Days)
- 1933: Der Postflieger (The Mail Pilot)
- 1933: Mickys Roboter (Mickey’s Mechanical Man)
- 1933: Mickys große Show (Mickey’s Gala Premier)
- 1933: Zweimal Liebe (Puppy Love)
- 1933: The Steeple Chase (Pferderennen mit Hindernissen)
- 1933: Die Zoohandlung (The Pet Store)
- 1933: Im Land der Riesen (Giantland)
- 1934: Gekidnapped (Shanghaied)
- 1934: Campingfreuden (Camping Out)
- 1934: Mickys Dampfwalze (Mickey’s Steam Roller)
- 1934: Micky im Wilden Westen (Two-Gun Mickey)
- 1935: Auf dem Eis (On Ice)
- 1936: Mickys Konkurrent (Mickey’s Rival)
- 1936: Mickys Zirkus (Mickey’s Circus)
- 1937: Ferien auf Hawaii (Hawaiian Holiday)
- 1938: Die Bootsbauer (Boat Buildiers)
- 1938: Tapferes kleines Schneiderlein (Brave Little Tailor)
- 1939: Mickys Überraschungsparty (Mickey’s Surprise Party)